# Sorobon
Sorobon es el nombre que recibe la playa en la bahía Lac, en la isla Bonaire, un municipio especial de los Países Bajos en las Antillas Menores. Se le conoce como reserva natural y es por lo tanto ideal para el windsurf. Sorobon está bajo la protección de la Convención de Ramsar.
La bahía posee un hotel (Belmar Beach Resort) y dos escuelas de surf (Jibe City y The Windsurf Place). Belmar ha sido bendecida con la brisa del mar por lo que es algo más fresco que el resto de la isla . En la bahía se encuentran numerosos animales inusuales, tales como rayas, morenas y tortugas.